# Persea americana

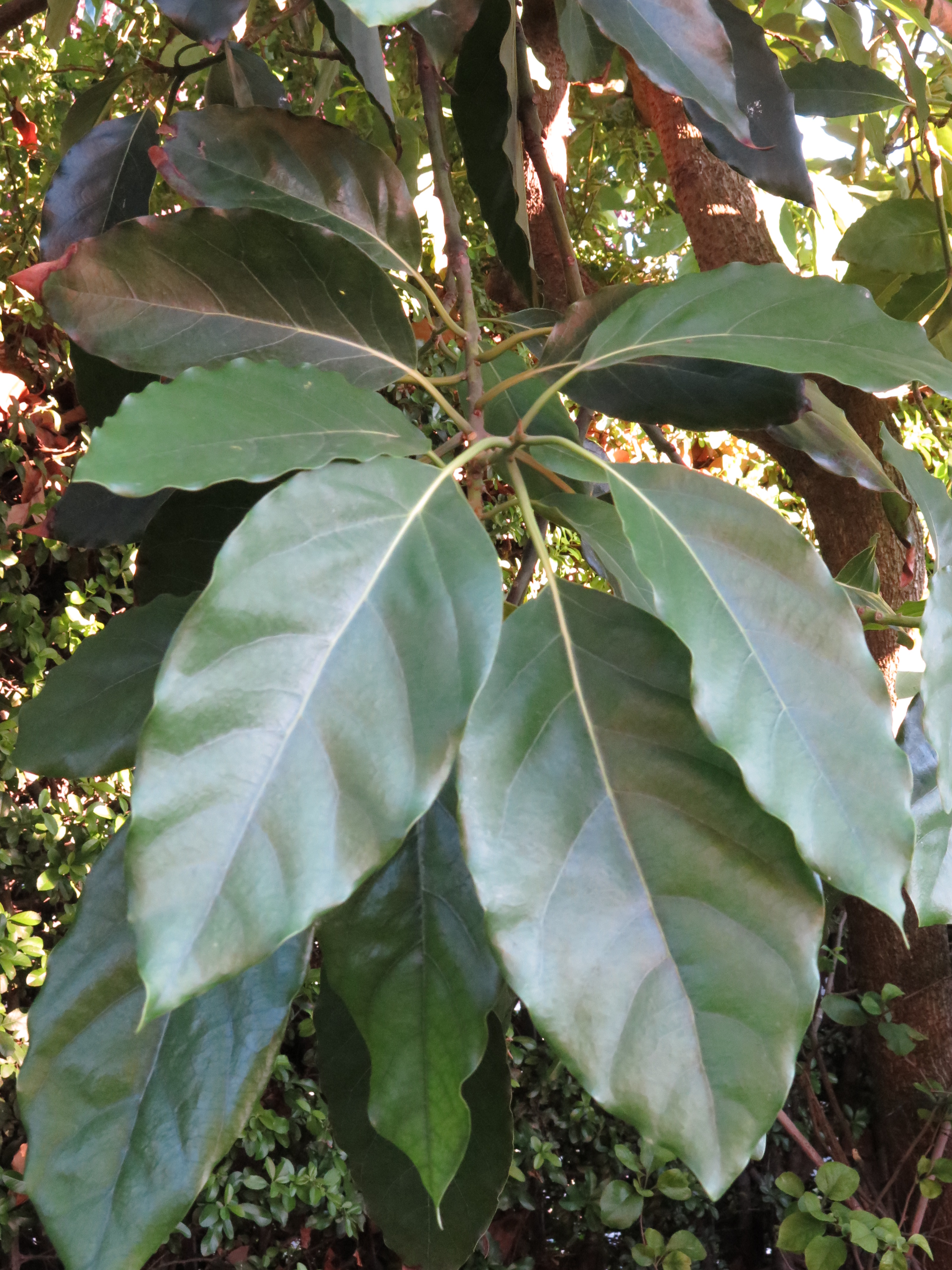
Hoja de aguacate.

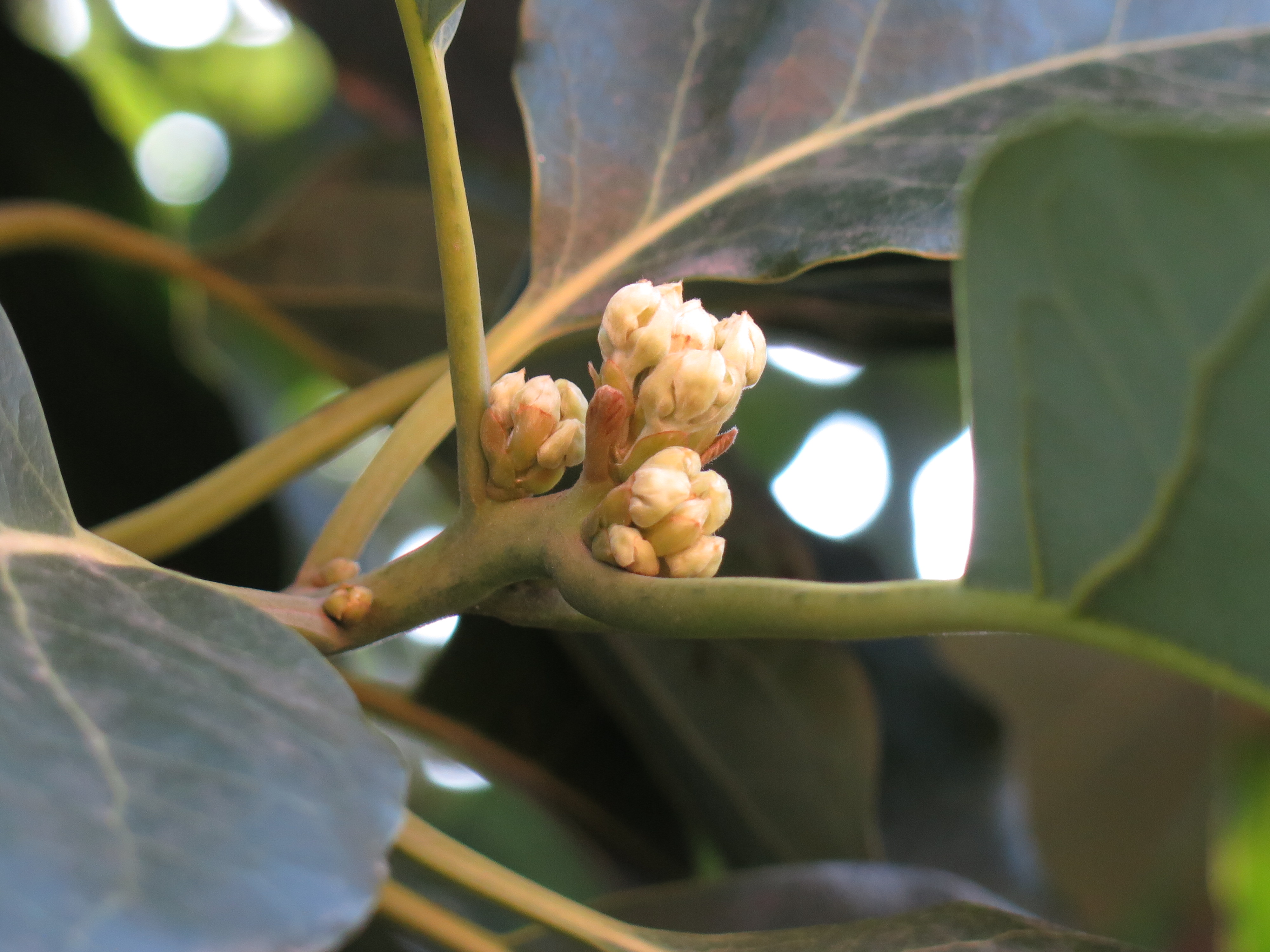
Botones florales

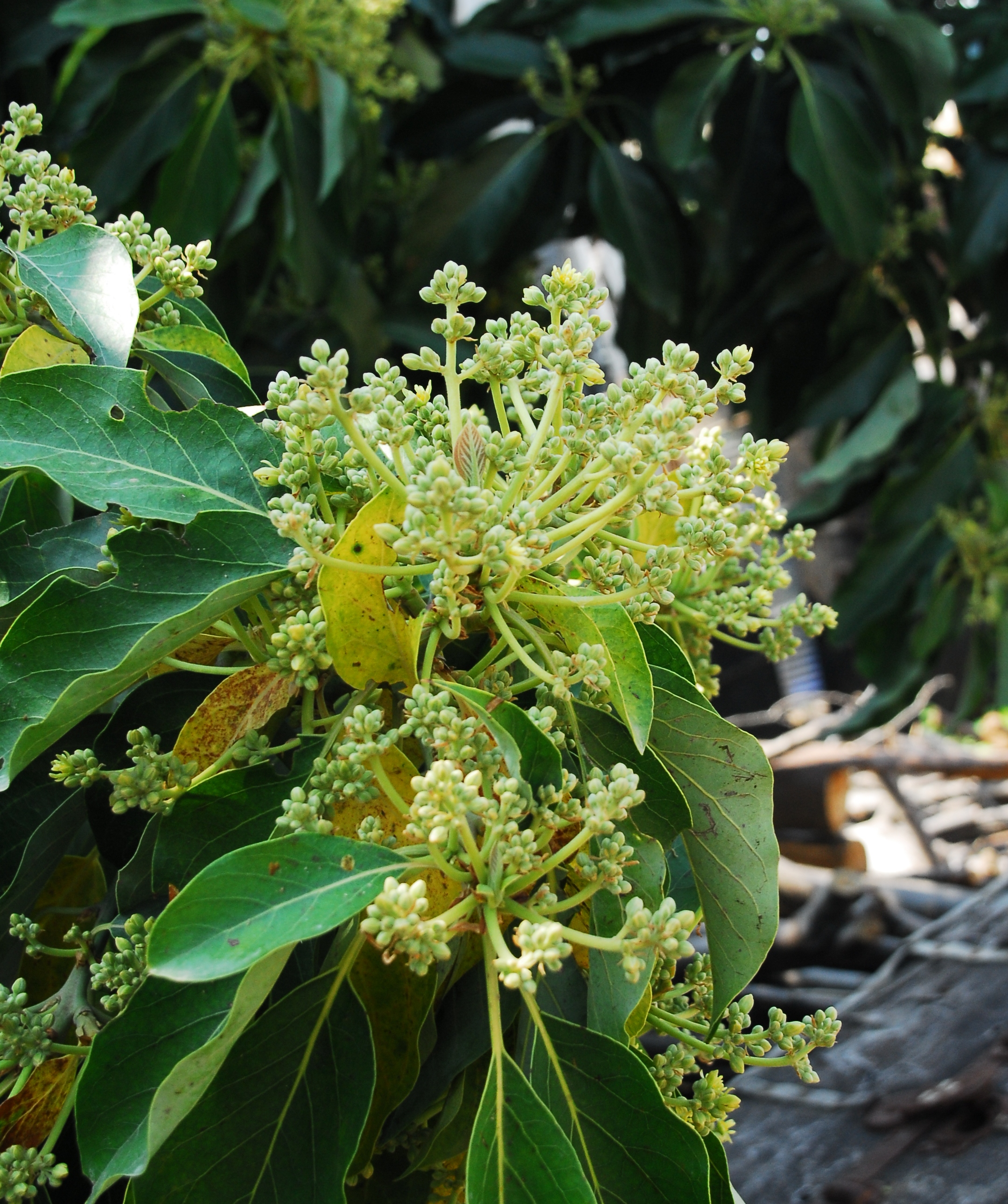
Inflorescencias

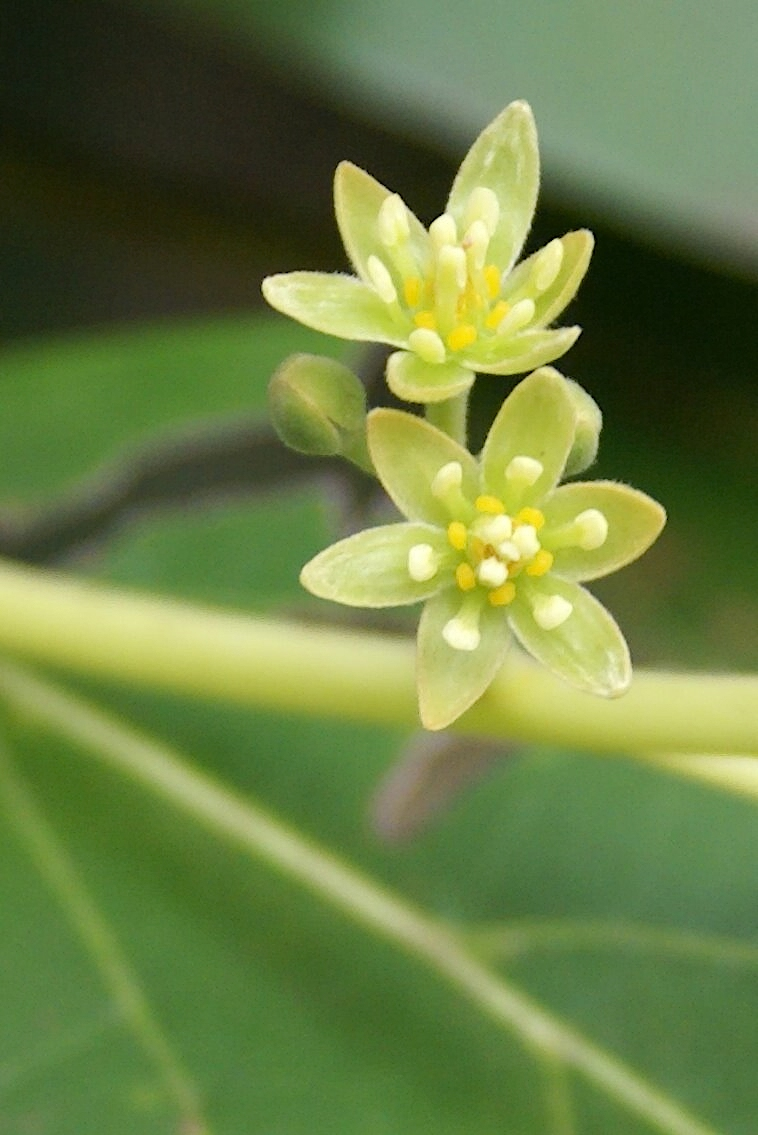
Flores

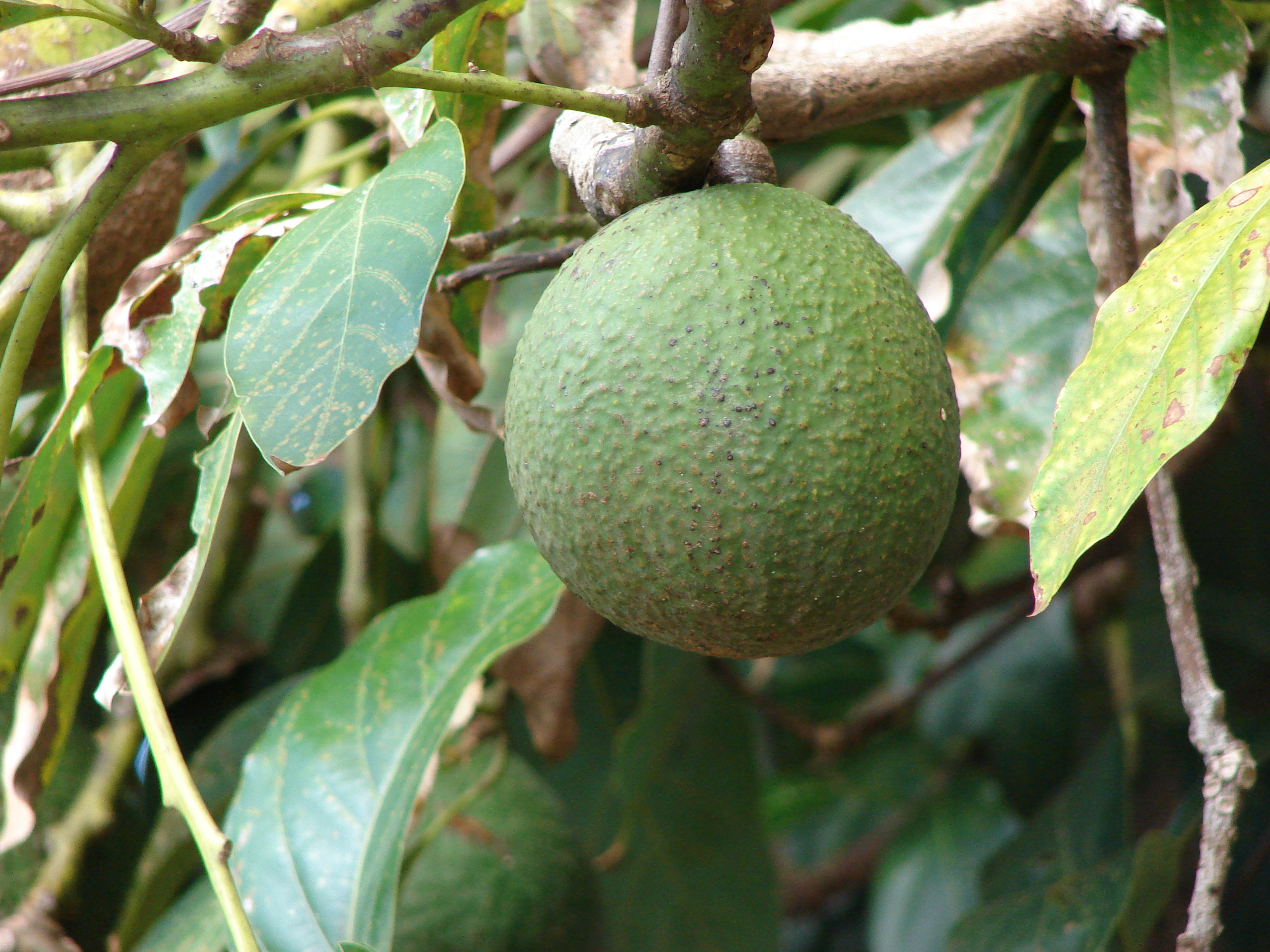
Fruto in situ

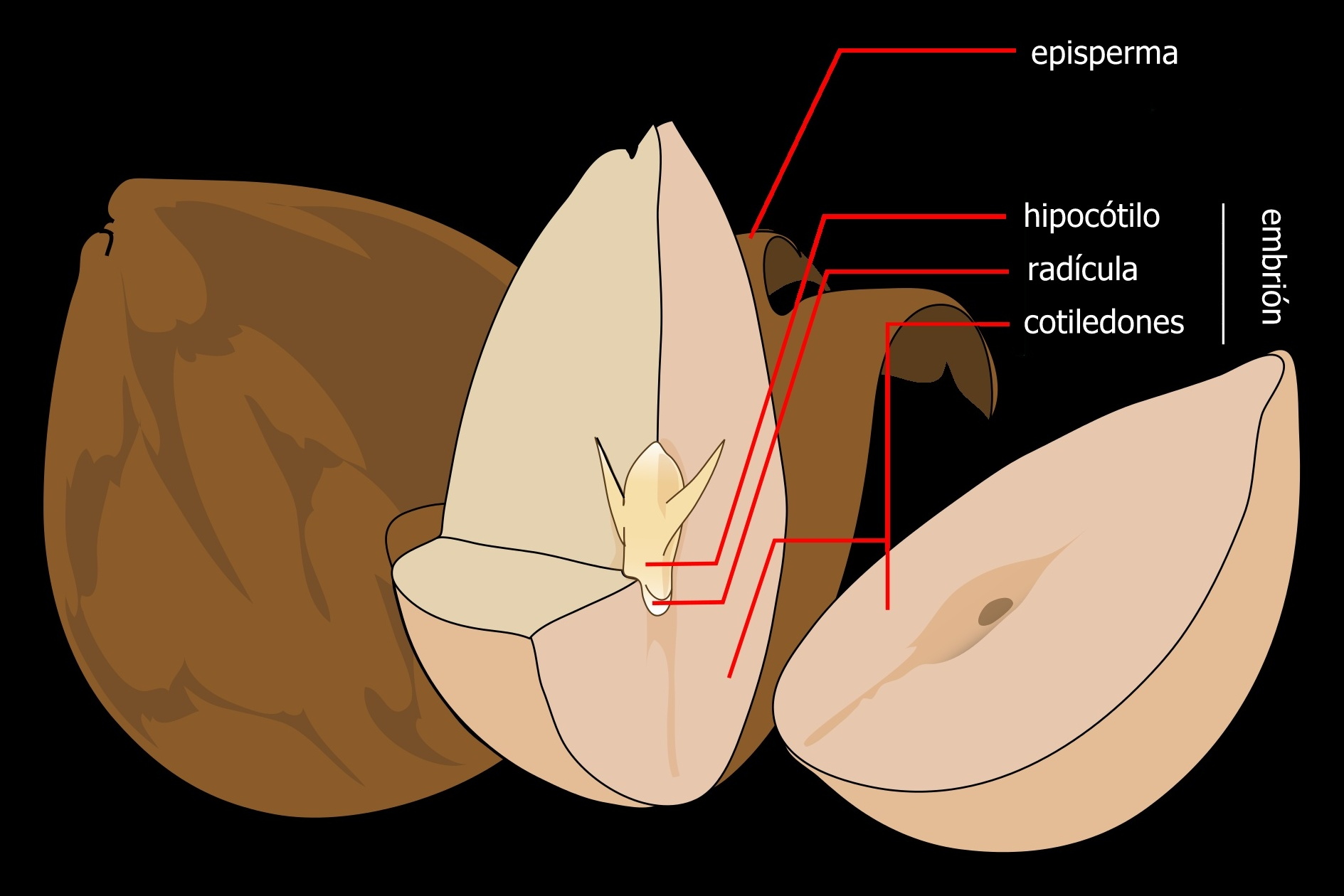
Anatomía de la semilla

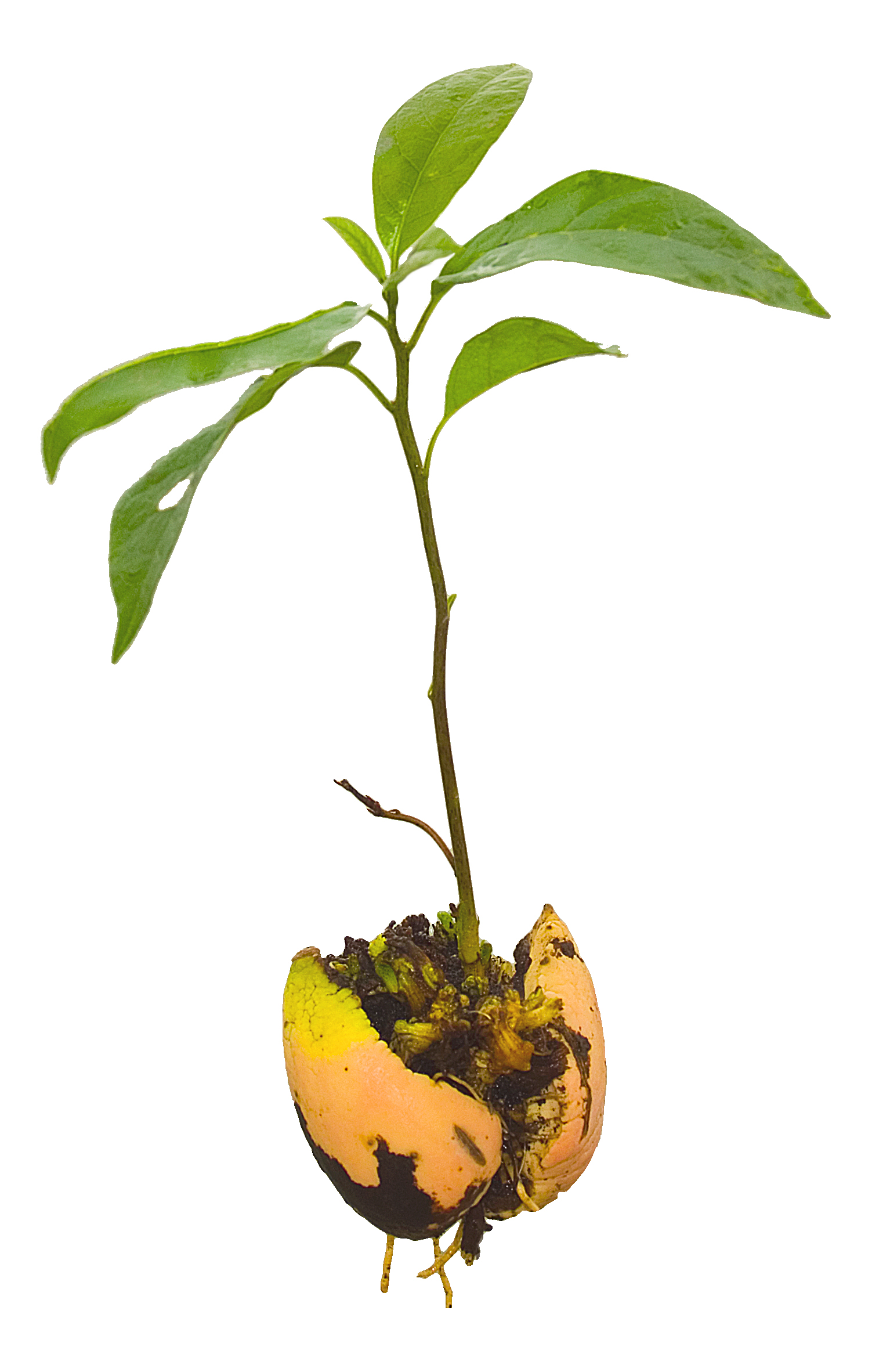
Árbol joven

Persea americana, llamado popularmente aguacate, palto (Argentina, Bolivia, Chile, Perú y Uruguay), curo (Andes colombianos y venezolanos), aguacatero (República Dominicana, Puerto Rico y Venezuela) o avocado (Filipinas), es una especie arbórea del género Persea perteneciente a la familia Lauraceae, cuyo fruto, el aguacate, palta o avocado, es una baya comestible. Es una especie originaria de Mesoamérica, desde del centro y este de México, hasta el noroeste de Costa Rica.
Las evidencias más antiguas de su uso se encontraron en Coaxcatlán (México) y datan de hace unos 10 000 años. Actualmente, la especie se cultiva en lugares con climas tropical y mediterráneo en todo el mundo. La gran demanda de aguacate ha hecho que sus plantaciones transformen grandes extensiones de ecosistemas nativos.

## Descripción
En estado silvestre, el árbol puede alcanzar alturas de alrededor de 20 m, más comúnmente entre 8 y 12 m, y un diámetro a la altura del pecho de 30-60 cm, con tronco erecto o torcido. Los árboles en plantación, generalmente derivados de injertos y sujetos a podas de formación, muestran una apariencia muy distinta. Copa: extendida, globulosa o acampanulada, con ramas bajas, ramas jóvenes al principio, de color verde amarillento, que después se tornan opacas y con cicatrices prominentes dejadas por las hojas. Corteza: áspera, a veces surcada longitudinalmente.
El tronco posee una corteza gris-verdosa con fisuras longitudinales. Las hojas, alternas con pecíolo de 2 a 5 cm y limbo generalmente glauco por el envés. Estrechamente elípticos, ovados u obovados de 8 a 20 cm por 5 a 12 cm y son coriáceos, de color verde y escasamente pubescentes en el haz, aunque muy densamente por el envés, que es de color marrón amarillento y, donde resalta el nervio central. Tiene base cuneiforme y ápice agudo. Los márgenes enteros y más o menos ondulados.
Las inflorescencias son panículas de 8 a 14 cm de largo, con flores hermafroditas de 5 a 6 mm, con perianto densamente pubescente, de tubo muy corto y con seis tépalos oblongos, de medio centímetro, siendo los tres exteriores más cortos. Tienen nueve estambres fértiles de unos 4 mm, con filamentos pubescentes, organizados en tres círculos concéntricos. El ovario es ovoide, de aproximadamente 1,5 mm, densamente pubescente, con estilo también pubescente de 2,5 mm, terminado por un estigma discoidal algo dilatado. Las flores se abren y cierran a lo largo del día en un ciclo en que se alterna la funcionalidad de la parte femenina y la masculina. Este mecanismo se denomina dicogamia protogínica sincronizada.
El fruto es una baya oval o piriforme, según la variedad, de tamaño muy variado (7 a 33 cm de largo y hasta 15 cm de ancho), cáscara de color verde a púrpura oscuro, pudiendo ser delgada, gruesa, lisa o ligeramente rugosa, a veces con una apariencia como la del cuero. Pulpa firme, oleíca, de un color que varía desde el amarillo al verde claro. Contiene una semilla grande (5 a 6,4 cm), dura y pesada, redonda o puntuda, de color marfil. Tiene dos envolturas papelosas de color café, muy delgadas, que a menudo se quedan adheridas a la pulpa. El fruto es generalmente en forma de pera, a veces ovoide o globoso, de 8 a 18 cm, con epicarpio corchoso más o menos tuberculado y mesocarpio carnoso y comestible. Este último rodea íntimamente una semilla globular de episperma (tegumento) papiráceo, sin endosperma, de unos 5 a 6 cm.
Se han descrito ocho variedades, de las cuales tres son ampliamente conocidas: la mexicana (Persea americana var. drymifolia), la guatemalteca (Persea americana var. guatemalensis) y la antillana (Persea americana. var. americana).
Los ejemplares de P. americana originarios de las zonas altas del centro y del este de México generan la variedad mexicana.
Los árboles originarios de las zonas altas de Guatemala generan la variedad guatemalteca.
La variedad antillana proviene de la zona de las Antillas, y se cree que fue la primera variedad encontrada por los europeos, al ser esa la primera zona a la que llegaron.
Existen discrepancias con respecto al origen de la raza antillana, puesto que también cabe la posibilidad de que los primeros ejemplares de aguacate hubieran sido introducidos en las Antillas desde México por los españoles o los ingleses durante la colonización.
Las tres variedades de P. americana se fueron mezclando naturalmente entre ellas por medio de su propio sistema de reproducción. El resultado de estas fusiones, producidas por medio de la polinización cruzada, dieron origen a incontables variedades híbridas naturales indefinidas.

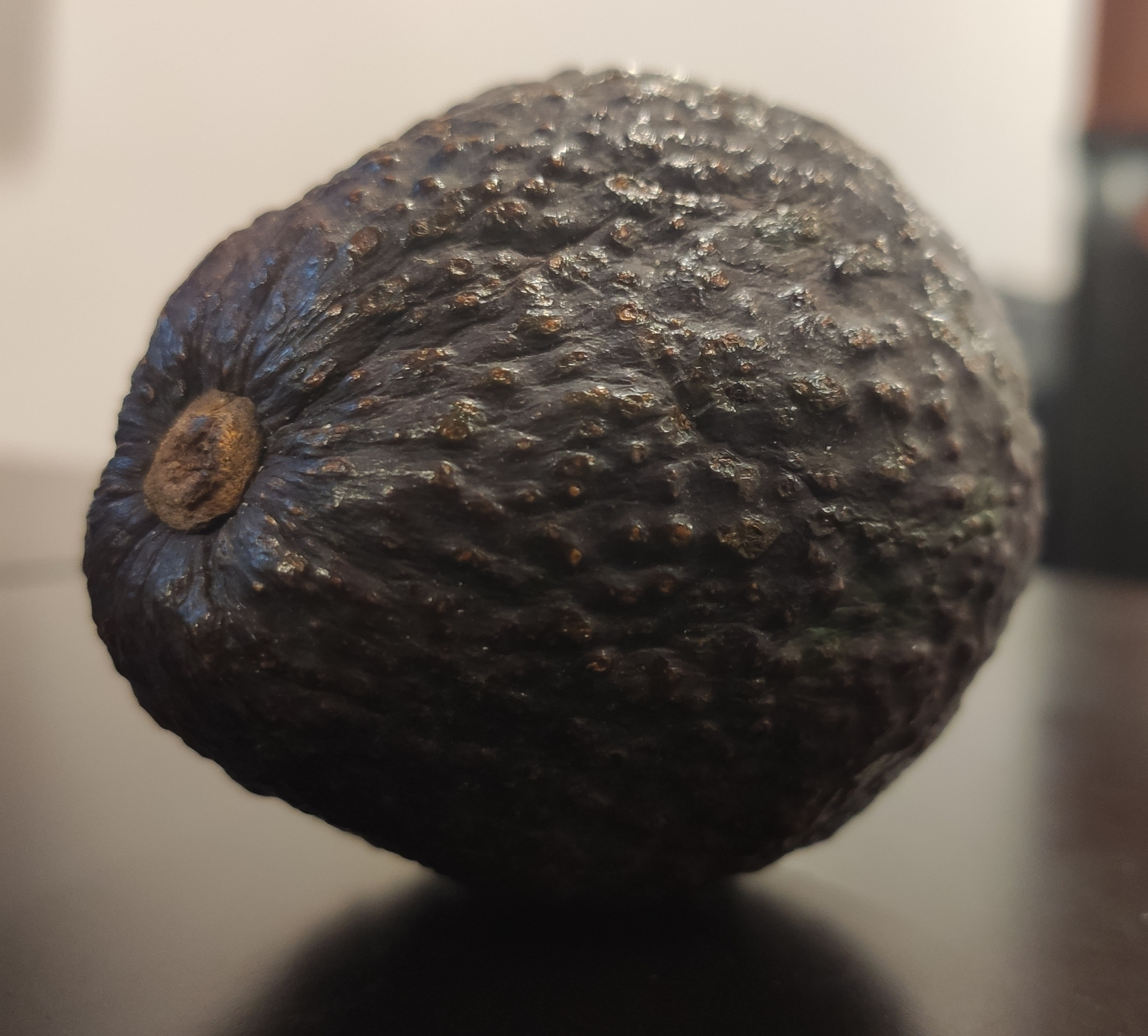
Variedad hass

## Historia
Los antecesores del género Persea surgieron en la parte septentrional de América del Norte, pero entre el Mioceno y el Plioceno emigraron hacia Mesoamérica. Se piensa que la especiación que dio lugar a la Persea americana, puede haber tenido como factor principal los procesos geológicos ocurridos en México. La evidencia fósil, sugiere que especies similares se extendieron aún más, hasta el norte de California (EE. UU.), hace millones de años, en un momento en que el clima de esa región era más propicio.
Existen evidencias de su consumo en el valle de Tehuacán (Puebla, México), que tienen entre 9000 y 10 000 años de antigüedad. Su domesticación ocurrió en la región mesoamericana, alrededor del año 5000 a. C. y alrededor del año 3000 a. C., se consumía en Caral, en el actual Perú.
Según el Códice Florentino (1540-1585), las culturas antiguas contaban con un buen conocimiento acerca del aguacate y de sus variantes: «aoacatl» podría tratarse de Persea americana var. drymifolia (raza Mexicana), «tlacacolaocatl» a Persea americana var. americana (Raza Antillana) y «quilaoacatl» a Persea americana var. guatemalensis (raza Guatemateca).
En el Códice Mendocino (años 1540) se muestran jeroglíficos donde se señala el poblado Ahuacatlan («lugar donde abunda el aguacate») que está compuesto por un árbol con una dentadura en el tallo («ahuacacahuitl») y un «calli» que significa poblado o lugar. En el caso de la matrícula de tributo que se daba al Imperio azteca y que se utilizaba para identificar la mercancía del poblado de Ahuacatlan, este era el «ahucacahuitl».
En la provincia de Cajatambo en el Virreinato del Perú del siglo XVII, el misionero español extirpador de idolatrías Pablo José de Arriaga narra una fiesta propiciatoria para la maduración de las paltas llamada «acataymita»:

Otro abuso más perjudicial que este, descubrió y castigó el doctor Alonso Osorio en su visita. Y es que por el mes de Diciembre, que empiezan a madurar las Paltas, hacían una fiesta que llaman Acataymita, que duraba seis días con sus noches, para que madurase la fruta. Juntábanse hombres, y muchachos, en una placeta entre unas huertas desnudos en cueros, y donde allá corrían a un Cerro, que había muy gran trecho, y con la mujer, que alcanzaban en la carrera, tenían exceso. Precedían a esta fiesta, por vigilia, cinco días de ayuno no comiendo, sal, ni ají, ni llegando a mujeres.
Pablo José de Arriaga
 La extirpación de la idolatría en el Perú, 1621.

A partir de la década de 1900, se comenzaron a seleccionar los ejemplares de esta especie, con mejores atributos para ganar consumidores en los mercados, dando origen a los distintos cultivares que encabezaron los mercados mundiales hasta los años 1930. Las nuevas variedades se comercializaron bien, hasta que en 1935 se patentó en Estados Unidos una nueva variedad llamada Hass, de progenitores desconocidos, originada en La Habra, un lugar de California, donde Rudolph Hass la detectó entre los árboles de su huerto.

### Requisitos del suelo y del clima
Los requerimientos de clima y suelo varían con las diferentes variedades. La variedad antillana prefiere clima tropical húmedo, y se cultiva desde el nivel del mar hasta los 800 m s. n. m. (metros sobre el nivel del mar), con temperaturas promedio de 24 a 26 °C, y es muy susceptible a las heladas. La variedad guatemalteca crece entre 500 y 2400 m s. n. m., con temperaturas medias de 22 a 25 °C, y puede tolerar temperaturas no inferiores a 4,5 °C. La variedad mexicana puede crecer hasta los 2800 m s. n. m., con temperaturas medias de 20 °C, y puede tolerar heladas de hasta −4 °C. P. americana crece en climas secos a húmedos, con precipitaciones de 800 a 2000 mm, con estaciones secas bien definidas de hasta seis meses, aunque crece mejor con estaciones secas más cortas. Por otro lado, requiere más de tres meses secos para buena producción de frutos. Los periodos de calor y sequía pueden provocar la caída de los frutos, especialmente en las variedades de montaña. Los sitios demasiado húmedos no son apropiados, por la mayor posibilidad de ocurrencia de ciertas enfermedades del suelo, a las cuales la especie es altamente susceptible. Se adapta a gran variedad de suelos, desde arenosos hasta arcillosos, limos volcánicos, lateríticos y calizos, pero crece mejor en suelos francos, bien drenados, ligeramente ácidos y ricos en materia orgánica. La antillana tolera suelos calizos y ligeramente salinos. Ninguna variedad tolera suelos pesados, con drenaje deficiente, y no debe plantarse cuando la capa freática esté a menos de 1 m de la superficie. El rango óptimo de pH se considera entre 6 y 7, aunque algunos cultivares en Florida crecen bien en suelos con pH de 7,2 a 8,3.

## Estado de conservación
La evidencia genética permite sostener que el proceso de domesticación de P. americana ha ocurrido más de una vez y que la variedad mexicana P. americana var. dryimifolia es una de las variedades que ha aportado material genético a los cultivares modernos de aguacate. La diversidad genética al interior de P. americana es elevada. La mayor parte de los estudios están basados en el análisis de poblaciones o colectas correspondientes a las maneras de cultivar el aguacate, y se ha encontrado mayor diversidad genética en los cultivares de Mesoamérica, con relación a lugares donde no hay poblaciones silvestres del género Persea. Por otra parte, hasta la fecha no se han estudiado suficientemente las poblaciones silvestres y existe un déficit, en el conocimiento de la variación genética en las variedades nativas.

## Taxonomía
Persea americana fue descrita por el horticultor y botánico británico Philip Miller y publicada en The Gardeners Dictionary: eighth edition en 1768.
Etimología
Persea: nombre genérico utilizado por Teofrasto que deriva del griego en honor a Perseo el semidiós de la mitología griega, para designar un árbol de oriente.
americana: epíteto geográfico que alude a su localización en América.

## Cultivo y comercialización
Actualmente, P. americana tiene una amplia distribución y mercado.

### Cultivares

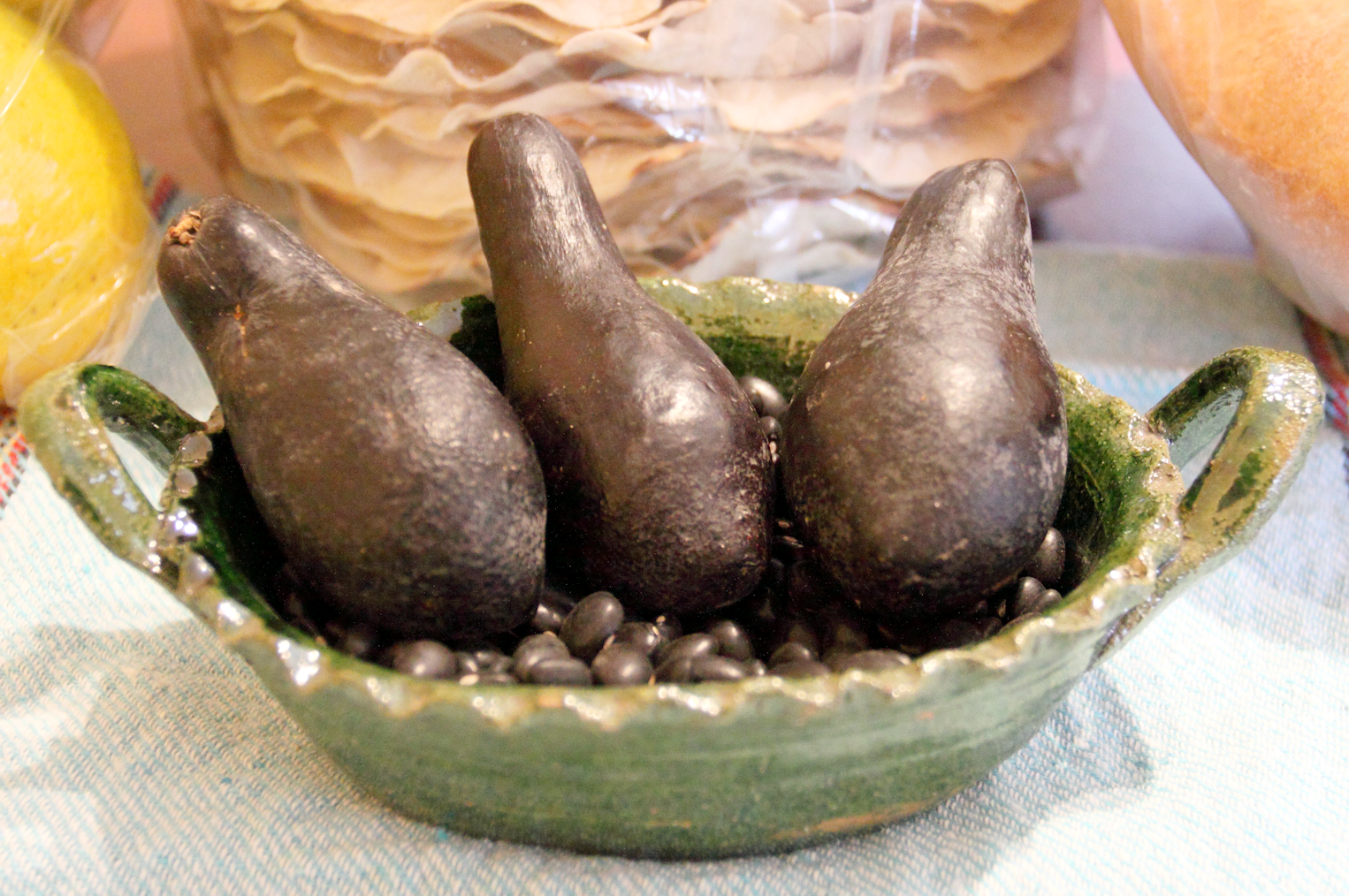
Aguacate criollo de México

- 'Méndez': originaria de México. Variedad original. Piel gruesa, rugosa, se pela con facilidad, color verde a oscuro cuando esta madura. La pulpa es cremosa y sin fibras. Se da en temporadas altas y es la única variedad que produce cuando otras no lo hacen. Nombre de variedad referido a su creador, Carlos Méndez Vega.
- Aguacate criollo, variedad que crece naturalmente en las zonas altas de México. Se caracteriza por una piel comestible muy fina y oscura cuando está maduro.
- 'Fuerte': originaria de México y Centroamérica. La piel, ligeramente áspera, se separa con facilidad de la carne.
- 'Hass': originaria de California. Piel gruesa y rugosa. Se pela con facilidad y presenta color verde a oscuro cuando madura. La pulpa es cremosa y sin fibras. Es una de las variedades más resistentes a las bajas temperaturas.
- Aguacate Zutano Presenta la forma ovalada típica, pero es de un color verde más clarito que las variedades Hass. Es curioso como la semilla representa el 70 al 80 % del peso total, dejando en su interior una menor cantidad de pulpa para utilizar. Por eso no es el favorito entre quienes viven fuera del continente americano. Se produce entre octubre y diciembre en zonas frías.
- Aguacate Reed Esta variedad es muy especial por su forma redonda casi perfecta rozando los 300 a 400 g de piel verde y lisa, la semilla es curva y se desprende fácil para untar sobre una tostada. Como nota curiosa: no se pone negro tan fácil después de abrirlo o retirarle el hueso.
- 'Edranol'
- 'Bacón': originario de California. Su piel es fina y verde brillante.
- 'Negra de La Cruz': es conocida como Prada o Vicencio. Se originó en la localidad de Olmué, en la Región de Valparaíso, Chile, por hibridación natural, en la que podría haber habido alguna influencia de la variedad mexicana 'leucaria'. La piel es de color morada o negra. Se le llama palta «chilena» o «de La Cruz» por ser su mayor lugar de producción en la comuna de La Cruz, de donde salen los mejores frutos. Junto a la variedad Hass, son de las variedades más resistentes a las bajas temperaturas.
- 'Torres': variedad originada por hibridación y selección en la localidad de Famaillá, provincia de Tucumán, Argentina, donde se encuentra la plantación de esta variedad.[27][28]
- 'Ettinger': de piel fina, delgada y brillante. Uno de los principales productores es Israel, donde representa entre el 25 % y el 30 % de las plantaciones.

- 'Carmero': variedad originaria de la región de El Carmen de Bolívar, Colombia. Piel verde a oscuro cuando ha madurado completamente. Es lisa, se separa con facilidad de la carne. La pulpa es cremosa y sin fibras. Se da entre marzo y julio.
- 'Pahua' o 'palto': cáscara gruesa y pulpa de aspecto grasoso; sabor agradable.

- 'Azul' o 'negro': de cáscara delgada y abundante pulpa, es otra de las variedades que se producen en México en las regiones de Tancítaro, Uruapan y Peribán, a mucho menor escala que sus competidoras la variedad Hass y Méndez: esto se debe a su baja comercialización ya que es más «delicada» para su transporte a grandes distancias.[29]

- 'Lorena, papelillo y mariquiteño' cultivados en Colombia.

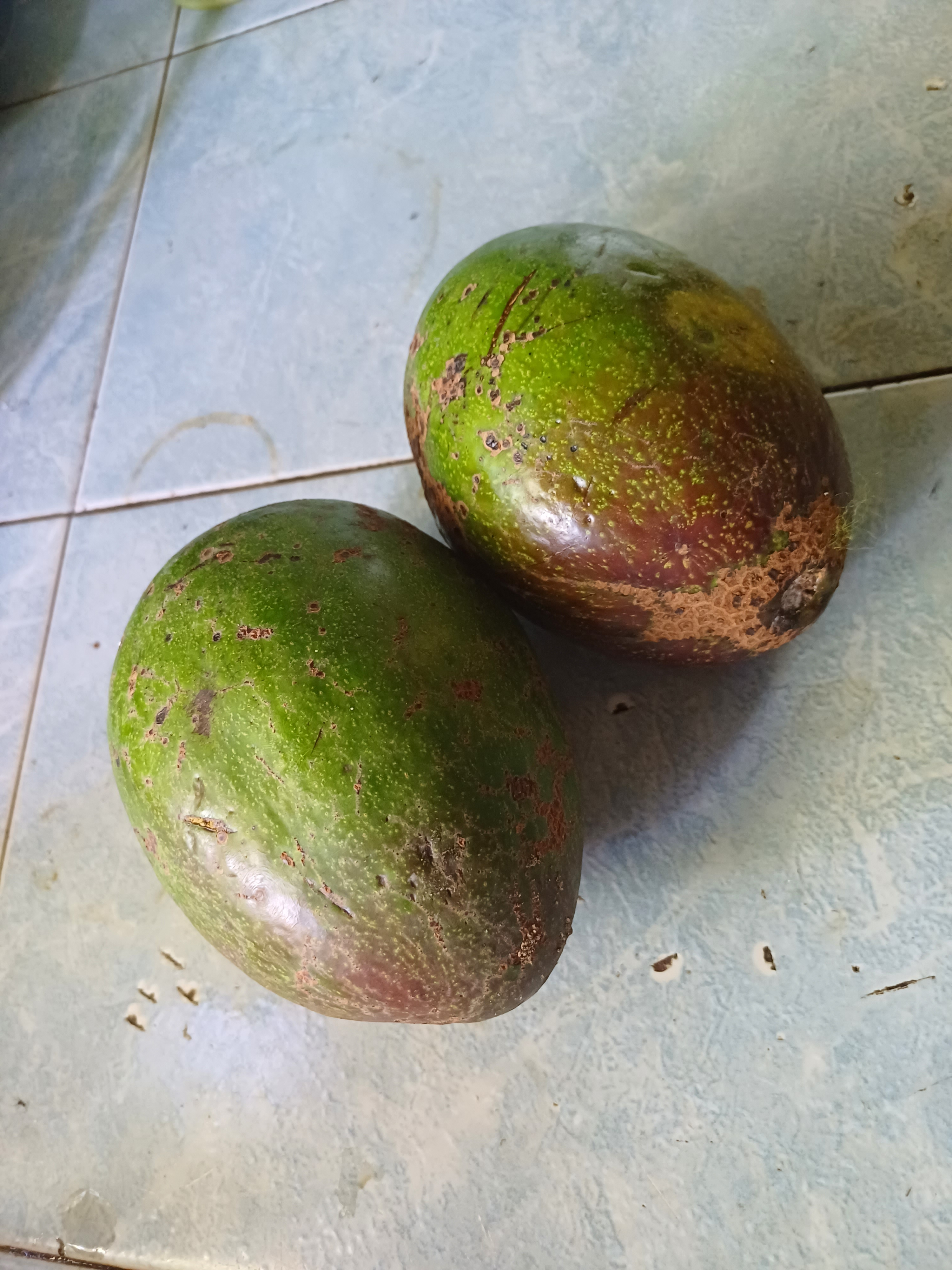
Aguacate criollo en Tabasco.

### Producción y consumo
| Producción de persea americana (2018) | Producción de persea americana (2018) |
| País                                  | Producción (en toneladas)             |
| ------------------------------------- | ------------------------------------- |
| México                                | 2 184 663                             |
| República Dominicana                  | 644 306                               |
| Perú                                  | 504 517                               |
| Indonesia                             | 410 094                               |
| Colombia                              | 326 666                               |
| Brasil                                | 235 788                               |
| Mundo                                 | 6 407 171                             |
| Fuente: FAOSTAT de la ONU             |                                       |

En 2017, se produjo 5 millones de toneladas, con México con el 30 % (1 520 000 toneladas) del total (véase la tabla). Otros grandes productores son: República Dominicana, Perú, Indonesia y Colombia, totalizando 1 380 000 toneladas o el 27 % de la producción mundial (véase la tabla).
En Estados Unidos, el consumo per cápita ha crecido de 1 kg en 2001 a 3 kg en 2016.
Según Trade Map, al 2016, Perú se ubica como segundo productor mundial de aguacate (por volumen) solo por detrás de México.

### Producción y exportación

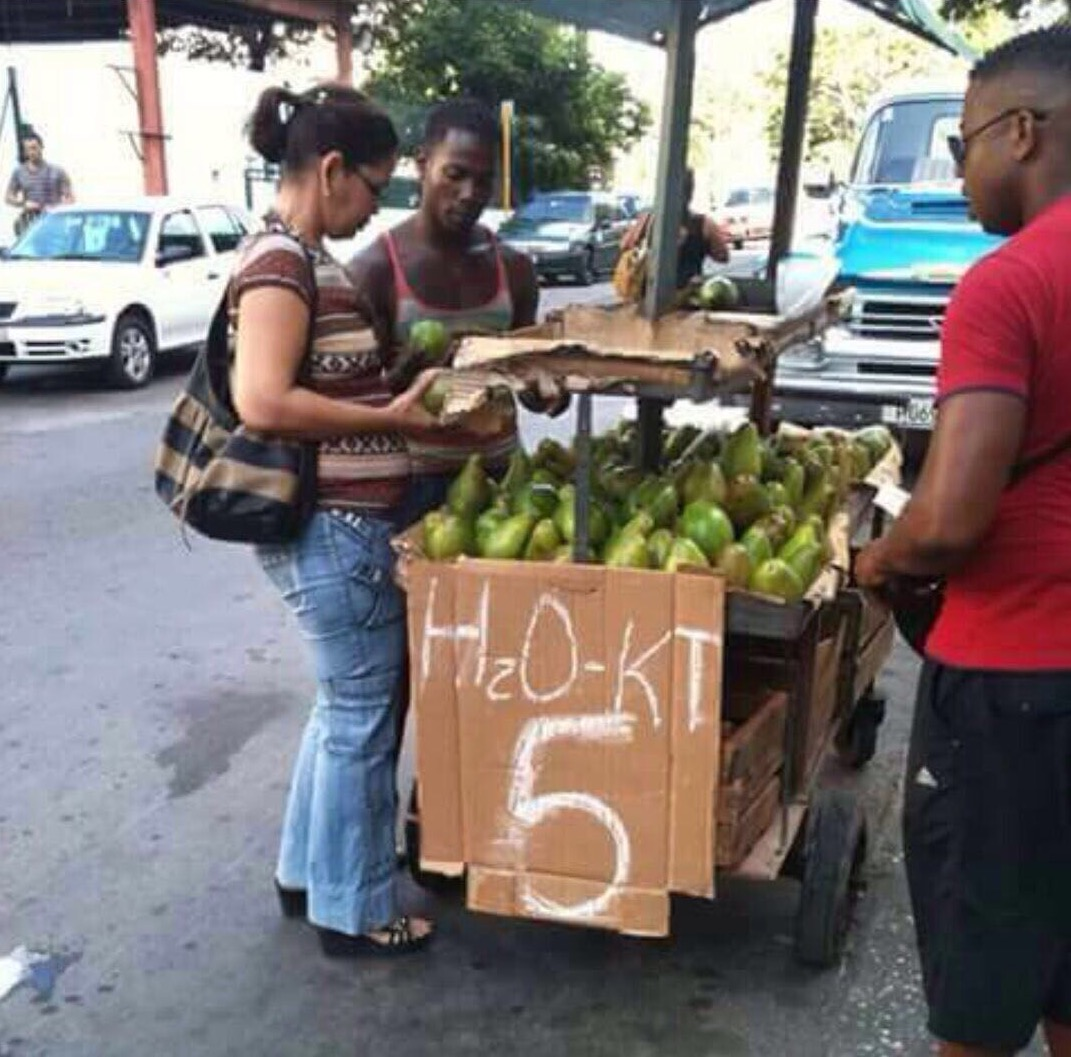
Venta ambulante en Santo Domingo, República Dominicana.

El aguacate se produce aproximadamente en 46 países. La superficie total cosechada en el mundo alcanzó las 436,3 millones de hectáreas en 2009, siendo, en orden de importancia, México, Indonesia, República Dominicana, Estados Unidos, Colombia, Perú, Kenia los principales productores. Particularmente México el principal productor, superando el millón de toneladas anuales (1 316 104 toneladas en 2012), seguido por Indonesia y República Dominicana. Asimismo, México es considerado el más importante «distribuidor» a nivel mundial, participando con el 51,4 % del mercado de exportaciones abasteciendo así a gran parte de la población mundial. América concentra el 60 % de las plantaciones mundiales. Tan solo en México, se produce en 28 entidades federativas, siendo Michoacán la más importante de ellas, con un 85,9 % de la producción total en 2009. El 95 % de la producción nacional se concentra en los estados de Michoacán, Jalisco, Nayarit, Edo. de México y Morelos. Los cultivos se realizan en sierras muy fértiles, semihúmedas. En estas zonas los inviernos son fríos y durante el verano la temperatura raramente rebasa los 32 °C. El frío abajo de 4 °C daña la flor y por lo tanto la producción, en este microclima se produce el aguacate de mejor calidad.
Por su parte, entre los principales países exportadores de aguacate se encuentra México, con el 51,4 % del mercado, le siguen en menor medida Israel (11,6 %), Perú (15 %) y Sudáfrica (8,0 %). En 2010, los principales países importadores de aguacate fueron los Estados Unidos (47,1 %), Francia (12,8 %), Japón (6,1 %) y Canadá (4,9 %), los cuales concentran el 70,8 % de la importación total. La comarca de la Axarquía, perteneciente a la provincia de Málaga es la principal zona productora de aguacates en el país, además se considera la reserva tropical europea. En el estado de Michoacán, la región que comprende los municipios de Tancítaro, Uruapan y Peribán, es la número uno a nivel nacional e internacional en producción de esta fruta, conociéndose como la capital mundial del aguacate. Cabe destacar que dicha región es la propicia para la producción de aguacate «Hass» debido a su clima cálido-húmedo en verano y frío en invierno sin rebasar las temperaturas de 4 grados centígrados, la variedad «Méndez» se da en un clima más cálido aún y a una altura menor, pero la fruta es de menor calidad, en cuanto a tamaño, pulpa y sabor. La ciudad de Fallbrook (California) se proclama sin reconocimiento de ningún organismo oficial La capital mundial del aguacate.
Los líderes del comercio internacional son Israel, Sudáfrica y España, países que fueron los principales exportadores desde 1993. El comercio mundial de aguacate se ha incrementado significativamente desde 1980, y en el caso de México se ha limitado a los EE. UU. y Europa. Japón ha comenzado a importar grandes volúmenes del fruto, siendo el principal importador en Asia.
Los principales abastecedores de Europa son Israel, Chile, Perú y Sudáfrica. México exporta a 21 países, principalmente Estados Unidos, Japón, Canadá, América Central y Europa. 

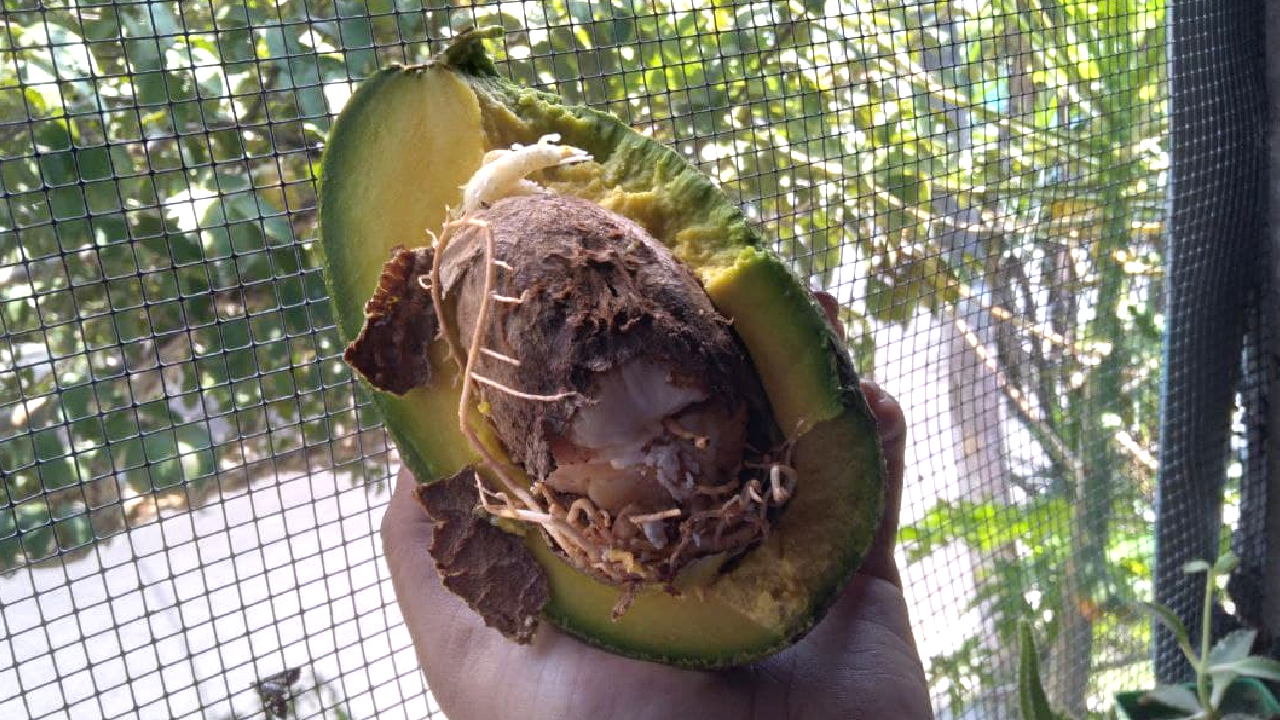
Corte transversal de un Aguacate o Palta con raíces dentro.

| Principales productores de persea americana (2012) (toneladas métricas)            | Principales productores de persea americana (2012) (toneladas métricas) |
| ---------------------------------------------------------------------------------- | ----------------------------------------------------------------------- |
| México                                                                             | 1 316 104                                                               |
| Indonesia                                                                          | 294 200                                                                 |
| República Dominicana                                                               | 290 011                                                                 |
| Estados Unidos                                                                     | 245 000                                                                 |
| Colombia                                                                           | 219 352                                                                 |
| Perú                                                                               | 215 000                                                                 |
| Kenia                                                                              | 186 292                                                                 |
| Chile                                                                              | 160 000                                                                 |
| Brasil                                                                             | 159 903                                                                 |
| Ruanda                                                                             | 145 000                                                                 |
| China                                                                              | 110 000                                                                 |
| Guatemala                                                                          | 95 000                                                                  |
| Sudáfrica                                                                          | 91 603                                                                  |
| Venezuela                                                                          | 83 000                                                                  |
| España                                                                             | 76 800                                                                  |
| Israel                                                                             | 73 351                                                                  |
| Fuente: Organización de las Naciones Unidas para la Alimentación y la Agricultura. |                                                                         |

## Conflictos en el comercio internacional

### Tratado de Libre Comercio de América del Norte
Luego de que el Tratado de Libre Comercio de América del Norte (TLCAN) entrara en efecto en 1994, México intentó exportar aguacates a los Estados Unidos. El gobierno de los Estados Unidos se resistió alegando razones fitosanitarias, argumentando que el comercio introduciría las moscas de la fruta Tephritidae que destruirían las plantaciones de California. El gobierno de México respondió invitando a inspectores del Departamento de Agricultura de los Estados Unidos, pero el gobierno de los Estados Unidos rechazó la propuesta, alegando que no era posible hacer una inspección de la mosca de la fruta. El gobierno de México propuso entonces vender aguacates solamente a la parte Noreste de los Estados Unidos en el invierno, dado que las moscas de la fruta no pueden soportar fríos extremos. El gobierno de los Estados Unidos se mantuvo en su posición, hasta que finalmente cedió cuando el gobierno mexicano comenzó a imponer barreras al maíz estadounidense. En 2009, Perú se unió a Chile y a México como exportadores de aguacates a los Estados Unidos.

## Impacto socioambiental del cultivo

### Crisis hídrica en Chile
Según un análisis de la Water Footprint Network, el cultivo de aguacate requirió para el período 1996-2005 un total de 1981 metros cúbicos/toneladas de agua globalmente, calculando tanto el agua de superficie y subterránea (849 m3/t), el agua de lluvia consumida (283 m3/t) y el agua dulce (849 m3/t). En la zona de Quillota y en la cuenca del río Petorca, en Chile, se estimaba en 2008 que el cultivo de una hectárea de aguacate requería a razón de 1100 litros por hora. En 2014 el Instituto Nacional de Derechos Humanos emitió un informe sobre la crisis hídrica provocada por el cultivo de aguacates en las zonas de La Ligua y Petorca, donde se encontraron hasta 65 obras de drenaje ilegales desviados para el cultivo de la palta. Diversos miembros de organizaciones de la sociedad civil, como Rodrigo Mundaca del Movimiento de Defensa por el acceso al Agua, la Tierra y la Protección del Medioambiente (MODATIMA) han sido amenazados y perseguidos por denunciar las irregularidades en la gestión y otorgamiento de derechos al agua en la zona de La Ligua y Petorca. En 2020, la escasez de agua en las zonas de La Ligua y Petorca fue abordado en el episodio "Guerras de la palta" de la serie de Netflix Rotten.

### Deforestación
Tanto en Michoacán como en Chile el cultivo del aguacate ha significado un avance de la frontera agrícola que ha llevado a la deforestación de bosques nativos, incluso a través de la tala ilegal. A esto se suma la contaminación agrícola producto del uso de pesticidas y plaguicidas para proteger a los árboles de aguacate.

### Impacto sobre los polinizadores
En el cultivo de palta se utilizan insecticidas, como el Confidor Forte 200 SL, que utilizan imidacloprid, un insecticida neonicotinoide sistémico que afecta a varios polinizadores, incluyendo las abejas. El imidacloprid también afecta a especies beneficiosas para el cultivo de palta, como el Neoseiulus californicus, que permite mantener alejada otras plagas sobre la palta.

## Usos
Posee un alto contenido en aceites vegetales, por lo que se le considera un excelente alimento en cuanto a nutrición en proporciones moderadas, ya que posee un gran contenido calórico y graso. Además se ha descubierto que el Aceite de aguacate posee propiedades antioxidantes. Es rico en grasa vegetal que aporta beneficios al organismo y en vitaminas E, A, B1, B2, B3, ácidos grasos, proteínas, minerales.

### Uso gastronómico
El fruto de P. americana ha sido utilizado principalmente como alimento.
En México y Centroamérica, el aguacate es importante y tradicional en la dieta diaria desde antes de la llegada de los europeos. Se utiliza como acompañamiento para el pan, como ingrediente de ensaladas, como guarnición y para preparar guacamole, entre muchos otros usos. En Tocumbo, Michoacán, es utilizado además para acompañar las «papas a la francesa».
Se cultivan distintas variedades con diferentes características, como el color y grosor de la piel o el tamaño del fruto. Las hojas del aguacate se emplean frescas o secas como condimento de varios platos, como la barbacoa, los mixiotes y las enfrijoladas.
En Chile, existe un tipo de aguacate de piel negra llamado a veces «palta chilena». Es un alimento bastante consumido y utilizado de variadas formas en la gastronomía de este país. El aguacate se utiliza como acompañamiento en comidas, como ingrediente de ensaladas, o incluso como acompañamiento para el pan, consumiéndose generalmente en recetas saladas. Es muy común uso en los llamados completos (nombre dado en este país a los perros calientes).

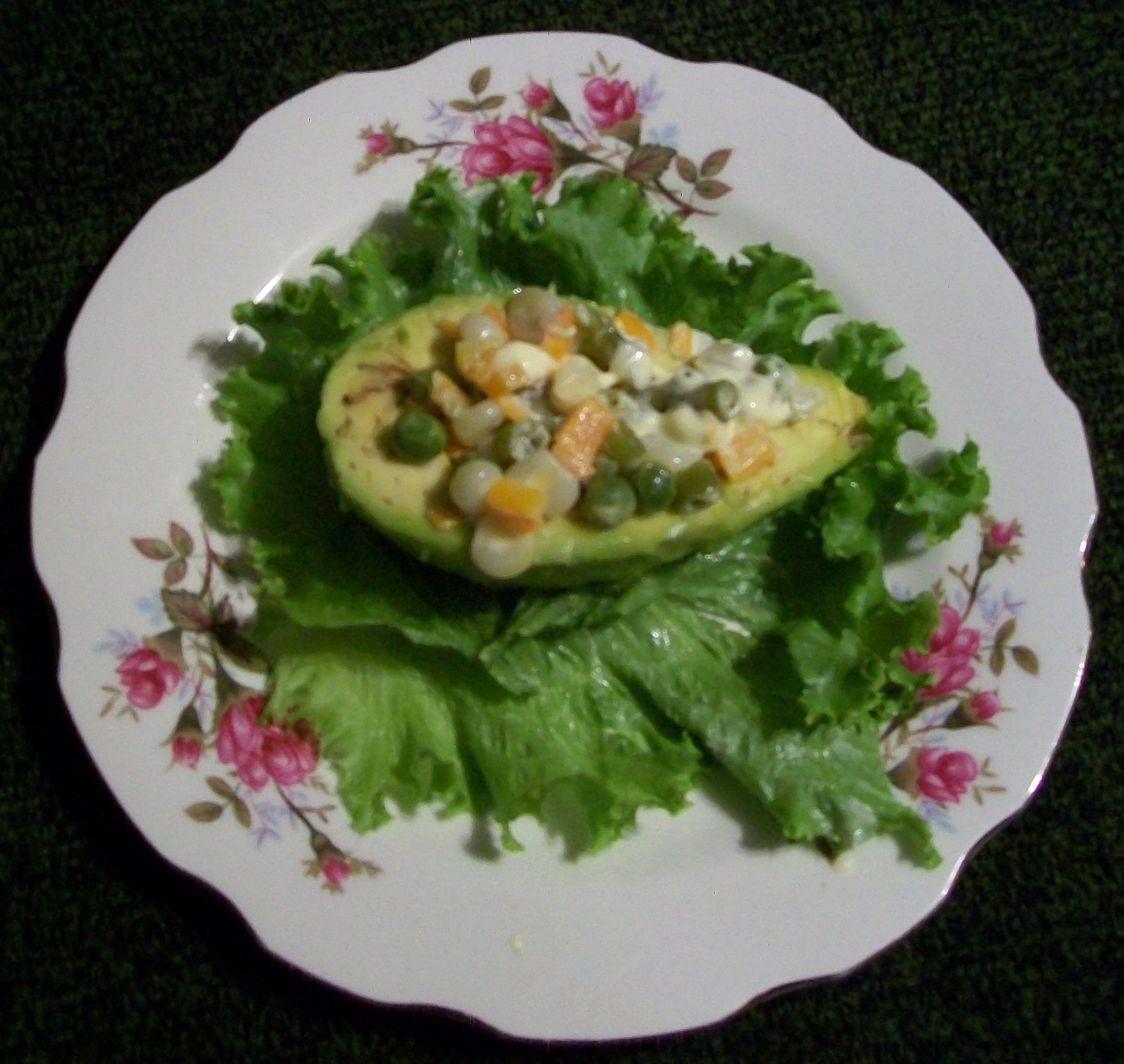
Palta rellena (Perú)

En el Perú, la palta que se produce mayoritariamente es una variedad verde que es originaria del propio país. El tamaño del fruto puede llegar hasta los 15 centímetros, según la zona de producción. Se usa como acompañamiento o ingrediente en diversos platos de la gastronomía peruana, como palta rellena, sopa de palta, causa rellena o sánguche de palta.
En Venezuela se utiliza principalmente como acompañante sazonándolo con sal y en ensaladas, así como en la elaboración de la arepa Reina Pepiada y la guasacaca. Algunos gustan de aderezarlo con un poco de picante.
En Colombia el aguacate más extendido es de piel verde y carne amarilla. Se usa en ensaladas (con tomate, cebolla y cilantro), en guacamole, solo o con un poco de sal al gusto, como acompañante de comidas como el seco y para sancochos, bandeja paisa y ajiaco santafereño. Es muy apreciada la variedad de aguacate carmero, de la región del municipio de El Carmen de Bolívar. En Buenaventura (Valle del Cauca) se elabora el llamado fresco de aguacate, el cual consiste en mezclarlo con leche y azúcar.
En Argentina, el aguacate que se consume es por lo general el negro. De cáscara negra en su madurez, es un alimento que suele comerse mucho en el litoral del país, usándose como aderezo. También se emplea para hacer «dulce de aguacate», que se logra pelando la fruta, sacando la pulpa, haciéndola puré y agregando azúcar. Posee un sabor agridulce y se usa acompañar la comida o bien para su consumo directo con pan.

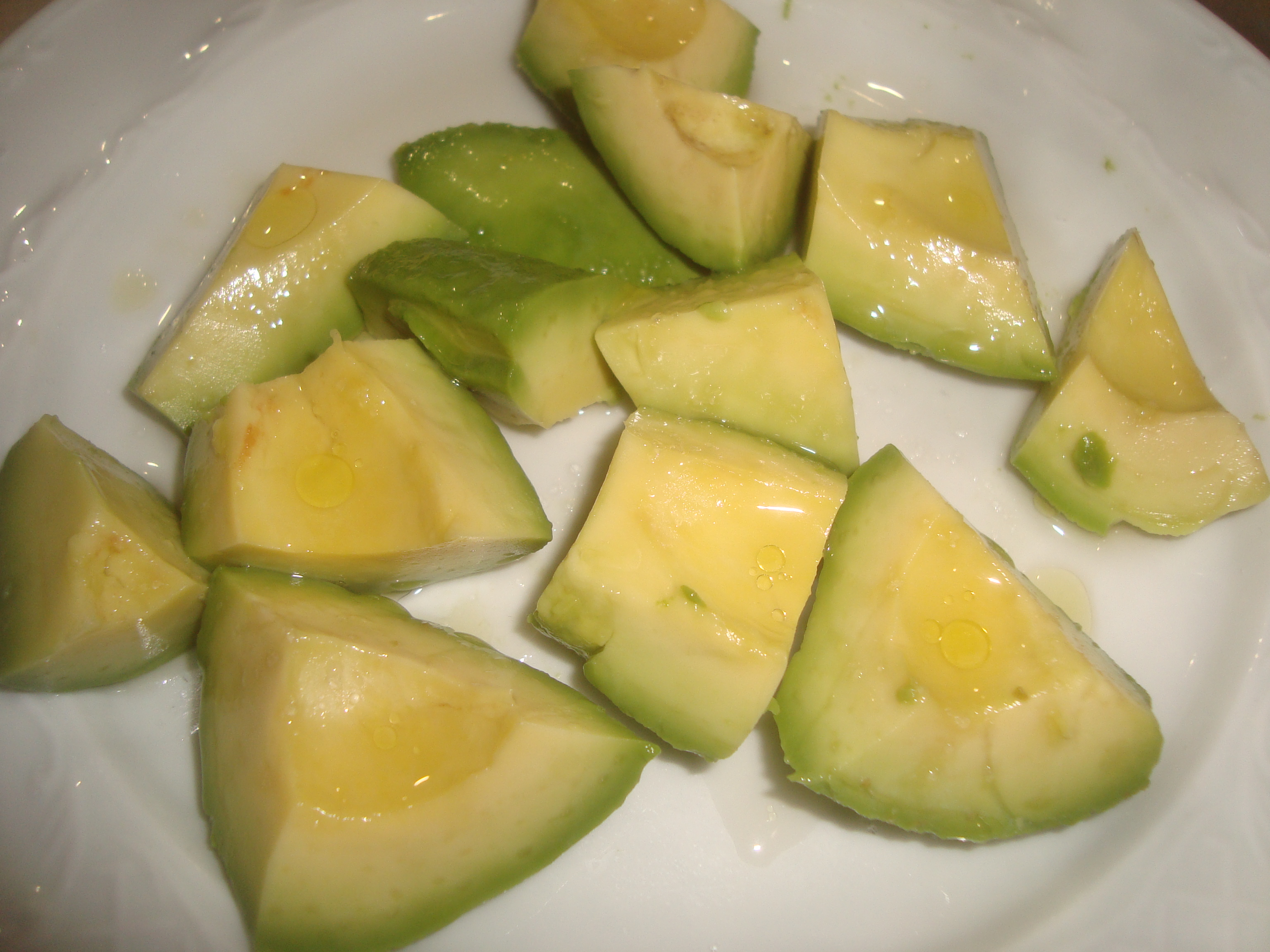
Aguacate aliñado con aceite, sal, zumo de limón y vinagre (España).

Es común su uso para la elaboración del sushi.

#### Alergias
Algunos sujetos presentan reacciones alérgicas al consumo del fruto. Existen dos formas principales de alergia: las personas con alergia al polen de los árboles desarrollan síntomas locales en la boca y la garganta poco después de comer aguacate; el segundo, conocido como síndrome de la fruta del látex, se relaciona a la alergia al látex, y los síntomas incluyen urticaria generalizada, dolor abdominal y vómito, y a veces es fatal.

### Uso medicinal
Un uso tradicional de P. americana, menos popular, es el de planta medicinal. Su fruto y sus aceites son utilizados como productos de belleza, tanto para la piel como para el cabello, y sus hojas para la elaboración de expectorantes. También se utiliza para la elaboración de medicamentos para el tratamiento sintomático de la artrosis.

## Etimología de los nombres comunes

### Aguacate

Nombre común del fruto de Persea americana en castellano.

La palabra «aguacate» proviene del náhuatl ahuacatl [aːwakat͡ɬ], que se remonta a la proto-azteca *PA:WA, que también significaba ‘aguacate’. En náhuatl esta palabra también significa ‘testículo’, probablemente debido a la semejanza entre la fruta y las gónadas masculinas.
Se conoce con este nombre, y sus derivados, al fruto de Persea americana en México, la mayor parte de Ecuador, la mayor parte de  Paraguay, Venezuela, Colombia, Estados Unidos, Centroamérica, el Caribe, España y los países anglosajones y lusófonos.
La palabra guacamole proviene del náhuatl ahuacamolli, ‘salsa de aguacate’.
También es conocida como "aguaco" o "ahuaca" y el árbol se denomina "aguacate" o "aguacatero".

### Palta
Con este nombre se le conoce principalmente en Argentina, Bolivia, Chile, Perú, Uruguay, algunas zonas quechua-hablantes de Ecuador y algunas zonas de Paraguay cercanas a Bolivia y Argentina.
La palabra «palta» proviene del quechua, siendo el nombre con el que se conoce a una etnia amerindia, los paltas, que habitaron en la provincia ecuatoriana de Loja y al norte de Perú. Probablemente esta sea la región descrita como la «provincia de Palta» por el Inca Garcilaso de la Vega en su obra Comentarios Reales de los Incas de 1601.
La región de los paltas fue conquistada por Túpac Inca Yupanqui durante su marcha para conquistar la provincia de Cañar. Ese sería el origen del nombre con que los incas bautizaron al fruto de esta especie, traído de la zona norte de su imperio. También el tiempo aproximado en que el árbol llegó de Ecuador a Perú, ya que se sabe, que la conquista de las provincias norteñas por Túpac Yupanqui ocurrió entre 1450 y 1475.
Los escritos españoles mencionaron este fruto por primera vez en 1519.[cita requerida]
En los países en que el fruto se llama "palta" el árbol recibe el nombre de "palto".